# 卡罗尔·迪温
卡罗尔·迪温（1936年2月22日—2022年4月6日），斯洛伐克男子花样滑冰运动员。他曾代表捷克斯洛伐克参加1956年、1960年和1964年冬季奥林匹克运动会花样滑冰比赛，其中1960年冬季奥运会获得一枚银牌。